# Giorgio Forattini

Firma di Giorgio Forattini

Giorgio Forattini (Roma, 14 marzo 1931) è un disegnatore, vignettista e giornalista italiano.

## Biografia
Consegue la maturità classica, poi si iscrive alla facoltà universitaria di architettura. A 18 esce di casa e a 22 anni si sposa, pertanto abbandona gli studi e comincia a cercare lavoro. Svolge diversi impieghi, tra i quali: consulente per una casa di edizioni musicali, operaio, rappresentante di prodotti petroliferi (il padre era un dirigente dell'Agip) e di elettrodomestici.
Nel 1971 partecipa ad un concorso indetto dal quotidiano politico romano Paese Sera: "Creai una striscia con un protagonista che si chiamava Stradivarius, che era un rappresentante di commercio che doveva vendere. Era un po' romantico, amava la musica e quando arrivava a casa si metteva a suonare il violino con la parrucca in testa". Vince il concorso e viene assunto come disegnatore e grafico, collaborando all'impaginazione del giornale.
Il 14 maggio 1974 propone una vignetta per illustrare la notizia del giorno: la vittoria dei "No" al referendum sul divorzio. La vignetta viene pubblicata direttamente in prima pagina. La sua attività viene considerata giornalistica, infatti dal 1975, superato l'esame di Stato, è iscritto come giornalista professionista all'Ordine dei giornalisti del Lazio. La carriera continua su Panorama, con cui continuerà sempre a collaborare nei decenni seguenti, e infine approda al nascente quotidiano la Repubblica. Per il quotidiano romano, nel 1978 crea l'inserto Satyricon, il primo di un periodico italiano dedicato interamente alla satira. Con Forattini pubblicano alcune nuove firme, tra cui Sergio Staino ed Ellekappa. Nel settembre 1979 accetta la direzione del giornale satirico Il Male.
Nel 1982 viene chiamato a Torino alla Stampa, dove ritorna in prima pagina: le vignette di Forattini sono le prime ad essere pubblicate nell'apertura di un quotidiano a diffusione nazionale e, altra novità per la stampa italiana, sono a cadenza quotidiana. Nel 1984 ritorna alla Repubblica dove continua a pubblicare una vignetta al giorno in prima pagina. Dopo sedici anni di collaborazione ininterrotta, nel 1999 Forattini abbandona il quotidiano capitolino. Tutto nasce da una sua vignetta satirica su Massimo D'Alema, per la quale viene querelato; D'Alema poi ritira la querela, ma le polemiche create gli costano la rottura con la testata romana.
Dal 2000 al febbraio 2005 è di nuovo il vignettista della Stampa. Dal 2006 a metà 2008 collabora con il Giornale, che lascia per alcuni dissensi col neodirettore Mario Giordano. Il 2 agosto 2008 inizia la collaborazione con le testate del consorzio QN Quotidiano Nazionale.
Uno dei principali motivi del suo successo fu la caratterizzazione macchiettistica e un irriverente di alcuni uomini politici: Bettino Craxi e Antonio Di Pietro (il primo è raffigurato anche come Pietro Gambadilegno) come Benito Mussolini, Giovanni Spadolini nudo, Massimo D'Alema come Adolf Hitler (ma in veste comunista), Giovanni Goria invisibile, Piero Fassino scheletrico, Giuliano Amato come Topolino, Silvio Berlusconi e Amintore Fanfani bassi di statura, Walter Veltroni come un bruco, Lamberto Dini come un rospo, Rocco Buttiglione come una scimmia, Nicola Mancino come un cinghiale, Luciano Violante come una volpe, Romano Prodi come un prete comunista, Umberto Bossi come Pluto talvolta nudo oppure vestito da cavaliere templare, Vincenzo Visco come un vampiro e Carlo Azeglio Ciampi come un cane, Achille Occhetto come Charlie Brown, Rosa Russo Iervolino come una gallina.
Nel 2012 ha dichiarato di non amare i partiti politici: «Detesto l'integralismo. Non sopporto un partito che professa "chi non è con me, è contro di me". Per dirla tutta, non sopporto nessun partito».
Dal 1982 convive con Ilaria Cerrina Feroni. I due si sono conosciuti alla Arnoldo Mondadori Editore, dove Ilaria era capo ufficio stampa della sezione libri.

## Vignette più discusse
La sua vignetta più celebre rimane per molti quella che fece nel 1974 in occasione della vittoria dei no al referendum sul divorzio: rappresentava una bottiglia di spumante su cui era scritto "NO" che si stappava lanciando in aria un tappo che aveva le fattezze di Amintore Fanfani.
Molto nota è anche la vignetta che ritraeva Enrico Berlinguer in vestaglia intento a sorseggiare un tè sotto un ritratto di Marx, infastidito dagli echi di una manifestazione sindacale che giungevano da fuori.
Forattini fu querelato e condannato per una vignetta su Bettino Craxi, nella quale il leader socialista viene raffigurato mentre legge la Repubblica e commenta "Quanto mi piace questo giornale quando c'è Portfolio!" (Portfolio era un concorso allegato al giornale), con l'implicazione evidente che Craxi fosse un borseggiatore. Forattini fu condannato perché, secondo le motivazioni del giudice, l'implicazione era chiaramente falsa. Famosa è anche la vignetta che raffigura sempre Craxi, in camicia nera (come di consueto nelle sue vignette), a testa in giù con un cappio legato ai piedi: tale vignetta è risalente all'aprile 1993 ed è immediatamente successiva alla notizia del voto contrario del Parlamento per il rilascio delle autorizzazioni alla Procura di Milano a procedere contro il leader socialista. 
Nel 1991, quando il Partito Democratico della Sinistra fu accusato di ricevere ancora i finanziamenti che per anni l'URSS aveva garantito al Partito Comunista Italiano, Forattini presentò una vignetta in cui si vedevano Achille Occhetto e Massimo D'Alema che, vestiti da prostitute, ricevevano del denaro da Michail Gorbačëv, seduto in una lussuosa macchina al cui volante si trovava Enrico Berlinguer. Occhetto querelò subito Forattini, seguito più tardi da D'Alema. Nel 1994 il tribunale di Milano condannò il disegnatore con la motivazione che "la vignetta non è pura e semplice espressione satirica ma vero e proprio veicolo di informazione giornalistica e, come tale, assoggettata ai limiti propri del diritto di cronaca".
Resta celebre anche la vignetta con cui nel 1992, pochi giorni dopo l'attentato mafioso ai danni del magistrato Giovanni Falcone, ritrasse la Sicilia identificandola idealmente alla testa di un coccodrillo che piange in seguito all'accaduto.
Per una vignetta raffigurante D'Alema, allora presidente del Consiglio dei ministri, pubblicata su la Repubblica dell'11 ottobre 1999, fu querelato e gli fu chiesto un risarcimento di 3 miliardi di lire. La vignetta in questione raffigura D'Alema mentre con un bianchetto cancella la lista Mitrochin e una voce che gli chiede: "allora arriva 'sta lista??!!" e D'Alema: "Un momento! Non s'è ancora asciugato il bianchetto!". D'Alema ha poi dichiarato di tenere in massima considerazione la satira, ma di aver agito perché la vignetta conteneva informazioni false e diffamatorie; la querela sarà ritirata nel 2001. In seguito a questa vicenda, non sentendosi difeso dal suo quotidiano, Forattini decise di lasciare la Repubblica. Successivamente per protesta nei confronti della querela e in difesa della libertà di satira disegnò per vari mesi D'Alema senza volto, con i soli capelli e baffetti disegnati.
Tale vignetta sarà riproposta quattro volte con diversi protagonisti, prima papa Giovanni Paolo II al quale viene chiesto: "allora è pronto il terzo segreto di Fátima?", poi Romano Prodi nel 2006 al quale è domandato: "allora sono pronti i risultati elettorali?", sempre nel 2006 la stessa vignetta è stata proposta sul caso Aleksandr Val'terovič Litvinenko, in cui a un agente del KGB viene chiesto: "allora, arriva 'sta lista?", mentre nel 2008 viene posta la domanda "allora arriva 'sta lista del Liechtenstein" a Vincenzo Visco. Inoltre nel 2005, Forattini era tornato sulla vicenda della querela con una vignetta su Panorama dal titolo Rivoluzionari di lusso, dove una voce fuoricampo annuncia: "D'Alema s'è fatto dare da Fiorani i soldi per la sua nuova barca!" e lui, nelle vesti di se stesso risponde: "Li voleva anche da me, ma non glieli ho dati!".
Il 3 aprile 2002 Forattini pubblica sulla Stampa una vignetta che raffigura un carro armato israeliano, contrassegnato con la stella di David, mentre punta il cannone verso una mangiatoia nella quale un bambino impaurito, identificabile in Gesù per via dell'aureola sul capo, esclama: "Non vorranno mica farmi fuori un'altra volta?!". La vignetta provoca lo sdegno del presidente dell'Unione delle comunità ebraiche italiane, Amos Luzzatto, che stigmatizza la riesumazione dell'accusa di deicidio, e di diversi esponenti cattolici. L'allora direttore del quotidiano torinese, Marcello Sorgi, si dissocia pubblicamente dal contenuto della vignetta.
Il 6 novembre 2008 il Quotidiano Nazionale (Il Giorno, La Nazione e il Resto del Carlino) pubblica una vignetta di Forattini sull'elezione a presidente degli Stati Uniti d'America di Barack Obama, in cui l'ex presidente George W. Bush rinfaccia, a una statua della libertà che ha appena partorito un neonato con il volto di Obama, di averlo tradito con il "maggiordomo negro". Questa vignetta ha dato vita a molte polemiche, e il Coordinamento dei comitati di redazione del Quotidiano Nazionale ha espresso in una nota "fermo e totale dissenso" nei confronti della vignetta.
Al TG5 del 17 dicembre 2008 dichiarò di essere stato querelato 20 volte solo da esponenti della sinistra, affermando: "La sinistra non accetta la satira quando le è rivolta contro".

## Opere
Dal 1974, anno in cui ha pubblicato il suo primo libro di vignette, Referendum reverendum, Giorgio Forattini ha iniziato una lunga serie di pubblicazioni (a cadenza annuale) con il proposito di rappresentare satiricamente l'evolversi delle vicende politiche italiane.
- Referendum reverendum, presentazione di Franco Monicelli, Milano, Feltrinelli, 1974.
- Quattro anni di storia italiana, con un commento di Giorgio Bocca, Milano, A. Mondadori, 1977.
- Un'idea al giorno, Milano, A. Mondadori, 1978.
- Librus, Milano, A. Mondadori, 1979.
- Res publica, con un'intervista di Giampaolo Pansa, Milano, A. Mondadori, 1980.
- Satyricon, Milano, A. Mondadori, 1982.
- Scomodoso, introduzione di Guido Ceronetti, Milano, A. Mondadori, 1983.
- Pagine gialle, Milano, A. Mondadori, 1984.
- Il presidente prossimo venturo, illustrazioni di Mimmo Scarano e Maurizio De Luca, Mondadori, Longanesi, 1985, ISBN 88-304-0564-7.
- Nudi alla meta, Milano, A. Mondadori, 1985.
- Forattini classic. [1974-1979], Milano, Panorama, 1986.
- Forattini classic. [1980-1984], Milano, Panorama, 1986.
- Insetto sarai tu, illustrazioni di Mirella Delfini, Milano, A. Mondadori, 1986.
- Provocazia, prefazione di Oreste Del Buono, Milano, A. Mondadori, 1986.
- Giorgio e il drago, Milano, A. Mondadori, 1987, ISBN 88-04-30559-2.
- Il kualunquista, Milano, A. Mondadori, 1988, ISBN 88-04-32162-8.
- Stradivarius. I sogni nell'archetto, Milano, A. Mondadori, 1989, ISBN 88-04-32520-8.
- Vignette sataniche, Milano, A. Mondadori, 1989, ISBN 88-04-32973-4.
- Gli esclamativi di Forattini, Milano, A. Mondadori, 1990.
- Insciaqquà, Milano, A. Mondadori, 1990, ISBN 88-04-33686-2.
- Forattini classic I, Forattini 1974-1979, Milano, A. Mondadori, 1991.
- Forattini classic II, Forattini 1980-1984, Milano, A. Mondadori, 1991.
- Forattini classic III, Forattini 1985-1990, Milano, A. Mondadori, 1991.
- Pizza rossa, Milano, A. Mondadori, 1991, ISBN 88-04-34975-1.
- Il mascalzone, Milano, A. Mondadori, 1992, ISBN 88-04-36246-4.
- Forattinopoli. Storia della corruzione in Italia, raccontata da e con Paolo Guzzanti, Milano, A. Mondadori, 1993. (2 volumi)
- Bossic instinct, Milano, A. Mondadori, 1993, ISBN 88-04-37481-0.
- Benito di Tacco. Craxi story 1976-1993, Milano, A. Mondadori, 1993, ISBN 88-04-37510-8.
- Andreàcula. Andreotti story 1976-1993, 1ª ed., Milano, A. Mondadori, 1993, ISBN 88-04-37540-X.
- Karaoketto. Pcus-Pci-Pds 1973-1994, Milano, A. Mondadori, 1994, ISBN 88-04-38370-4.
- Il garante di Lady Chatterley, Milano, A. Mondadori, 1994, ISBN 88-04-38764-5.
- Giovanni Paolo secondo Forattini, 1978-1995, Milano, A. Mondadori, 1995, ISBN 88-04-40088-9.
- Va' dove ti porta il rospo, Milano, A. Mondadori, 1995, ISBN 88-04-40174-5.
- Andreàcula. Andreotti story 1976-1993, 2ª ed., Milano, A. Mondadori, 1996, ISBN 88-04-41689-0.
- Berluscopone, Milano, A. Mondadori, 1996, ISBN 88-04-41377-8.
- Il forattone, Milano, Mondadori, 1996, ISBN 88-04-41738-2.
- Io e il bruco, Milano, Mondadori, 1997, ISBN 88-04-42980-1.
- Paparazzo, Milano, Mondadori, 1997, ISBN 88-04-43261-6.
- Il libro a colori del post-comunismo, Milano, Mondadori, 1998, ISBN 88-04-45054-1.
- La vita segreta degli insetti geniali, illustrazioni di Mirella Delfini, Padova, Muzzio, 1998, ISBN 88-7021-853-8.
- Taxgate, Milano, Mondadori, 1998, ISBN 88-04-45549-7.
- Millennium flop, Milano, Mondadori, 1999, ISBN 88-04-46757-6.
- Oscar alla regia. Storia di un settennato, Milano, Mondadori, 1999, ISBN 88-04-46810-6.
- Sotto il baffetto niente. La resistibile ascesa del leader Massimo, Milano, Mondadori, 2000, ISBN 88-04-48159-5.
- Foratt pride, Milano, Mondadori, 2000, ISBN 88-04-48367-9.
- Ciappi. Un presidente di razza, Milano, Mondadori, 2001, ISBN 88-04-49686-X.
- Glob, Milano, Mondadori, 2001, ISBN 88-04-49720-3.
- Oltre la fifa, Milano, Mondadori, 2002, ISBN 88-04-50302-5.
- Kosferatu. Uno spettro s'aggira per le piazze, Milano, Mondadori, 2002, ISBN 88-04-50925-2.
- Hurk, Milano, Mondadori, 2003, ISBN 88-04-51489-2.
- Guera & pace. La guerra tra America e Iraq vista da un italiano, Milano, Mondadori, 2003, ISBN 88-04-52084-1.
- Il signore degli Agnelli, Torino, La Stampa, 2004.
- Forattini e altri animali. Un anno di vignette, Milano, Mondadori, 2004, ISBN 88-04-53592-X.
- Coalizione da Tiffany, Milano, Mondadori, 2005, ISBN 88-04-54934-3.
- Regimen. Un anno nella giungla del potere, Milano, Mondadori, 2006, ISBN 88-04-56009-6.
- Vaffancolor. Un anno di politica a colori, Milano, Mondadori, 2007, ISBN 978-88-04-57575-7.
- Revoluscon. La campagna d'Italia, Milano, Mondadori, 2008, ISBN 978-88-04-58398-1.
- Satiromantico, Milano, Mondadori, 2009, ISBN 978-88-04-59472-7.
- Siamo uomini o giornalisti?, Milano, Mondadori, 2010, ISBN 978-88-04-60462-4.
- Eurodeliri, Milano, Mondadori, 2011, ISBN 978-88-04-61423-4.
- Fateci la carità, Milano, Mondadori, 2012, ISBN 978-88-04-62529-2.
- Napoleonitano, Milano, Mondadori, 2013, ISBN 978-88-04-63066-1.
- Papatràc, Milano, Oscar Mondadori, 2013, ISBN 978-88-04-63141-5.
- Guai ai vincitori, Milano, Mondadori, 2013, ISBN 978-88-04-63415-7.
- C'era una volta un pezzo di legno..., Milano, Mondadori, 2014, ISBN 978-88-04-64658-7.
- Il Forattone. 1973-2015. Mezzo secolo di satira, Milano, Mondadori, 2015, ISBN 978-88-04-65848-1.
- Arièccoci. La Storia si ripete, Milano, Mondadori, 2016, ISBN 978-88-04-67278-4.
- Abbecedario della politica, Firenze, Clichy, 2017, ISBN 978-88-6799-366-6.